# Big Wheel
Big Wheel est un personnage appartenant à l'univers de Marvel Comics. Il est apparu pour la première fois dans The Amazing Spider-Man #182 (1978).

## Biographie fictive
Jackson Weele, homme d'affaires corrompu, engage le Roller Skater pour voler des documents qui le compromettent. Mais ce dernier, qui a besoin d'argent pour payer les frais d'hospitalisation de sa mère, le fait chanter.
Weele fait alors appel au Bricoleur, qui a construit le skate-board du Roller Skater, pour qu'il lui fournisse un engin encore plus puissant. C'est ainsi qu'il acquiert la machine mécanique lui permettant de devenir Big Wheel.
Alors que le Roller Skater combat Spider-Man, il intervient pour assouvir sa vengeance contre le Roller Skater. Maîtrisant mal sa nouvelle machine, il finit dans le fleuve Hudson, Spider-Man ne parvenant pas à le sauver. Il échappe toutefois à la noyade et réapparaît épisodiquement.

## Adaptations à d'autres médias

### Télévision
- Big Wheel apparaît en tant que méchant du 5ème épisode de la saison 3 de Spider-Man, l'homme-araignée. Il est à la tête d'un gang de voleurs spécialisé dans la technologie. Il s'en prendra au Roller Skater lorsque ce dernier lui volera sa technologie, mais se fera arrêter par Spider-Man.

### Jeux Vidéo
- Big Wheel est un boss de fin de niveau dans le jeu Spider-Man: Mysterio's Menace sur Game Boy Advance.
- Big Wheel est une invocation dans les versions PSP et PS2 de Spider-Man: Web of Shadows.
- Un homologue Marvel 2099 exclusif au jeu Spider-Man: Edge of Time apparaît dans la version Nintendo DS en tant que boss.
- Big Wheel est mentionné dans le jeu mobile Spider-Man Unlimited.
- Big Wheel apparaît sous forme de maquette parmi les objets à récupérer dans les capsules temporelles dans Marvel's Spider-Man: Miles Morales sur PS4 et PS5. Phin a construit cette maquette pour représenter sa vision d'un moyen de transport capable de circuler et de collecter de la roche sur la Lune.

## Sources
Encyclopédie Marvel : Spider-Man de A à Z, Marvel France, 2004